# Romulus Molin
Romulus Molin (n. 27 septembrie 1881, Maidan, Comitatul Caraș-Severin, Regatul Ungariei – d. secolul al XX-lea) a fost un delegat în Marea Adunare Națională de la Alba Iulia, organismul legislativ reprezentativ al „tuturor românilor din Transilvania, Banat și Țara Ungurească”, cel care a adoptat hotărârea privind Unirea Transilvaniei cu România, la 1 decembrie 1918.

## Biografie
Romulus Molin a fost locotenent în rezervă în 1918, când organizează Batalionul de gărzi naționale pentru Banatul de sud și apoi în calitate de aghiotant îl predă sub comanda colonelului român Gavril Mihailov din Vârșeț. A studiat dreptul la Universitatea din București, fiind și redactorul ziarelor Poporul român și Lupta  ale mișcărilor naționale ale Românilor de dincolo de Carpați. La Vârșeț, odată cu fondarea și organizarea Batalionului de gărzi, Romulus Molin publică ziarul Opinca, cel dintâi ziar de pe acele meleaguri, și cel dintâi ziar românesc, care apare în toiul Revoluției Române din decembrie 1989, chiar în luna noiembrie 1918, înainte de  adunarea de la Alba Iulia. Este ziarist profesionist  de 33 de ani, din care 5 ani în fosta Ungarie și 15 în străinătate, fiind fondator de ziar în Belgia, iar în Franța corespondent pentru Genova, Viena, Daiting D etc. al cotidianului catolic La Croix.	
A făcut studii de jurnalism la Perugia - Italia, Lille în Franța, Zürich- Elveția și alte universități din Germania. A studiat la Grenoble. În cei 15 ani de ziaristică în străinătate, Romulus Molin rămâne totuși corespondentul unei duzine de ziare și reviste din țară. Despre datoria sa de ziarist român și de activitate națională au vorbit mai multe ziare din provincie ( Țara, Știrea, Progresul, Romanațul, Ardealul-Brașov etc.) care niciuna n-au știut cine este fiindcă, a semnat ani de zile cu numele de Dr. Jon Garovina.

## Activitatea politică
Ca deputat în Adunarea Națională din 1 decembrie 1918 a fost delegat  ales de 28 de comune fruntașe ale Banatului iugoslav, cercul electoral Vârșeț-Stamora, jud. Timiș. Despre activitatea sa din acele timpuri vorbește istoria revoluției lui Ion Clopoțel, și voluntar de amintiri ale acelor timpuri editate de Dr. M. Gropșianu.  Între 1918 a avut diferite procese de presă în fața tribunalelor ungurești pentru activitatea sa național - politică ziaristică. După ocuparea orașlui Timișoara  de către trupele românești, la 3 august 1919, este numit prefect de poliție al orașului și Comisar al Consiliului Dirigent pentru inventarierea averilor fostului stat unguresc în orașul Timișoara, și este încredințat  cu preluarea  și predarea acelor averi și instituții publice - toate școlile, Camera de Comerț, Direcțiunile Moșiilor Statului, Societatea de navigație și a canalului navigabil Bega etc. A fost șeful cenzurii și al presei minoritare din Transilvania, fiind ales deputat al circumscripției Reșița din jud. Caraș, pentru primul parlament al României Mari. A fost ales a doua oară  tot în cercul electoral Reșița în anul 1923.